# Volney (Nueva York)
Volney es un pueblo ubicado en el condado de Oswego en el estado estadounidense de Nueva York. En el año 2000 tenía una población de 6,094 habitantes y una densidad poblacional de 49 personas por km².

## Geografía
Volney se encuentra ubicado en las coordenadas 43°20′40″N 76°23′34″O / 43.34444, -76.39278.

## Demografía
Según la Oficina del Censo en 2000 los ingresos medios por hogar en la localidad eran de $43,532 y los ingresos medios por familia eran $46,408. Los hombres tenían unos ingresos medios de $40,585 frente a los $25,974 para las mujeres. La renta per cápita para la localidad era de $19,029. Alrededor del 6.2% de la población estaban por debajo del umbral de pobreza.